# Santos Condori
Santos Condori Nina (Laja, La Paz, Bolivia; 19 de diciembre de 1978) es un ingeniero agrónomo y político boliviano que ocupó el alto cargo de Ministro de Desarrollo Rural y Tierras de Bolivia desde el 5 de marzo de 2024 hasta el 12 de agosto de 2024 durante el gobierno del presidente Luis Arce Catacora.

## Biografía

### Primeros años
Santos Condori nació un 19 de diciembre de 1978 en el localidad de Laja perteneciente a la provincia de Los Andes del departamento de La Paz. Realizó sus estudios superiores ingresando a la Universidad Bolivia de Informática (UBI) de donde se graduó como ingeniero agrónomo de profesión. Posteriormente, ingresó también a la Universidad Mayor de San Andrés (UMSA) para realizar cursos de posgrado, obteniendo un diplomado en educación superior e interculturalidad y otro diplomado en gestión pública municipal y desarrollo productivo.
Comenzó su vida laboral en el año 2003 como capacitador de cursos relacionados al tema agrario. Luego siendo todavía un joven de apenas 28 años de edad, Santos Condori ingresó en 2006 a trabajar en el Servicio Nacional de Sanidad Agropecuaria e Inocuidad Alimentaria (SENASAG) ocupando el cargo de inspector de Inocuidad Alimentaria de la Jefatura de la Distrital La Paz. Posteriormente en el año 2010 realizó las funciones de responsable del Puesto de Control de la Jefatura en la misma distrital de La Paz.
En 2013 ingresó a trabajar en el ámbito municipal como director de Desarrollo Humano y Productivo del Gobierno Autónomo Municipal de Laja (GAML) durante la gestión del entonces alcalde Vicente Yujra Coronado.

### Concejal municipal de Laja (2021-2024)
En 2021 ingresó a la vida política participando en las elecciones subnacionales de ese año, logrando ser electo en el cargo de concejal del muniicpio de Laja. Al año siguiente, en 2022 fue designado para ocupar el puesto de presidente del concejo municipal de Laja.

### Ministro de Desarrollo Rural y Tierras (2024)
El 5 de marzo de 2024 el presidente de Bolivia Luis Arce Catacora lo designó ministro de Desarrollo Rural y Tierras en reemplazo del ingeniero paceño Remmy Gonzáles Atila quien estaba ocupando dicho alto cargo desde abril de 2021.